# Taira no Sadayoshi
Taira no Sadayoshi est un nom japonais traditionnel ; le nom de famille (ou le nom d'école), Taira, précède donc le prénom (ou le nom d'artiste).
Taira no Sadayoshi (平貞義) est gouverneur des provinces de Higo et Chikugo dans le Kyūshū et commandant de samouraïs pour le clan Taira au cours de la guerre de Genpei des années 1180. Après la guerre, sa vie est épargnée à la suite d'une intercession d'Utsunomiya Tomotsuna. Il passe donc sa retraite en tant que moine bouddhiste, sous le nom de « Higo-Nyūdo ». Son  père est Taira no Iesada.
Lorsque Kikuchi Takanao, assisté de Minamoto no Yoritomo, commence à lever des troupes dans Kyūshū en 1180 au début de la guerre de Genpei, Sadayoshi marche à sa rencontre et le défait. Sadayoshi se rend alors à Kyoto et rencontre Taira no Munemori en compagnie de l'empereur Antoku sur la route Saikaidō en provenance de la capitale. Il tente en vain de convaincre Munemori de retourner à la ville mais finalement le laisse prendre soin de la dépouille de Taira no Shigemori qui est amenée au mont Koya.
Sadayoshi rejoint ensuite Munemori et sert sous son autorité pendant le reste de la guerre. Il est le seul membre du clan Taira épargné par les Minamoto après la bataille de Dan-no-ura qui met fin à la guerre (bien que beaucoup d'autres samouraïs Taira ne sont pas présents à la bataille ou échappent autrement à la mort).

## Source de la traduction
- (en) Cet article est partiellement ou en totalité issu de l’article de Wikipédia en anglais intitulé « Taira no Sadayoshi » (voir la liste des auteurs).